# 克什托夫卡區

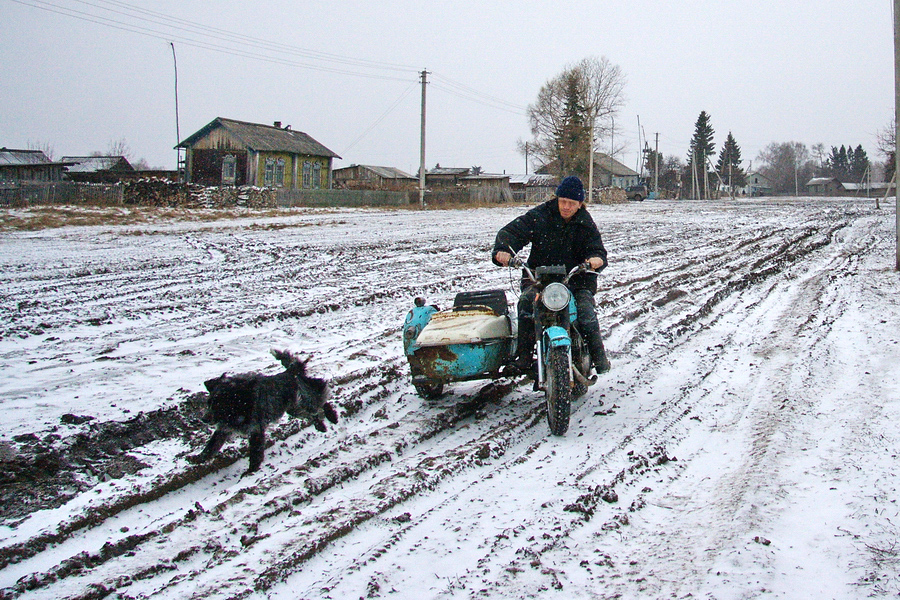

56°33′49″N 76°37′23″E / 56.56361°N 76.62306°E
克什托夫卡區（俄语：Кыштовский район），是俄羅斯的一個區，位於該國南部，由新西伯利亞州負責管轄，面積11,101平方公里，2010年人口12,399，人口密度每平方公里1.12人。